# Leichtathletik-Weltmeisterschaften 2023/Teilnehmer (Bahrain)
Der Leichtathletikverband von Bahrain hat für die Leichtathletik-Weltmeisterschaften 2023 in Budapest vier Athleten gemeldet.
| Goldmedaillen | Silbermedaillen | Bronzemedaillen |
| ------------- | --------------- | --------------- |
| 1             | —               | —               |

## Ergebnisse

### Frauen

#### Laufdisziplinen
| Athletin            | Disziplin        | Vorlauf     | Vorlauf | Halbfinale | Halbfinale | Finale      | Finale |
| Athletin            | Disziplin        | Zeit        | Platz   | Zeit       | Platz      | Zeit        | Platz  |
| ------------------- | ---------------- | ----------- | ------- | ---------- | ---------- | ----------- | ------ |
| Kemi Adekoya        | 400 m Hürden     | 53,56 s     | 2       | 53,39 s    | 4          | 53,09 s     | 4      |
| Winfred Mutile Yavi | 3000 m Hindernis | 9:19,18 min | 4       | –          | –          | 8:54,29 min | Gold   |
| Rose Chelimo        | Marathon         | –           | –       | –          | –          | DNF         | DNF    |

### Männer

#### Laufdisziplinen
| Athlet        | Disziplin | Vorlauf      | Vorlauf | Halbfinale    | Halbfinale    | Finale        | Finale        |
| Athlet        | Disziplin | Zeit         | Platz   | Zeit          | Platz         | Zeit          | Platz         |
| ------------- | --------- | ------------ | ------- | ------------- | ------------- | ------------- | ------------- |
| Birhanu Balew | 5000 m    | 13:41,30 min | 30      | ausgeschieden | ausgeschieden | ausgeschieden | ausgeschieden |
| Birhanu Balew | 10.000 m  | –            | –       | –             | –             | 28:08,03 min  | 10            |